# Mylabris lavaterae
Mylabris lavaterae là một loài bọ cánh cứng trong họ Meloidae. Loài này được Fabricius miêu tả khoa học năm 1801.